# Hajasoa Vololona Picard
Hajasoa Vololona Picard Ravololo, née le 17 avril 1956, est une universitaire, femme politique et écrivaine franco-malgache. Depuis qu'elle a acquis la nationalité française en 1982, elle a occupé plusieurs postes culturels et politiques à la Réunion. Elle s’est aussi engagée comme militante associative. Présidente à 28 ans du collectif  humanitaire Axes Océan Indien, elle a aussi été membre fondatrice des éditions Grand Océan, destinées à publier et à faire connaître les nouveaux auteurs de la Réunion et des pays avoisinants. Les écrits de Hajasoa Vololona Picard comprennent des essais, des œuvres de fiction et de la poésie.

## Carrière universitaire
Après avoir passé le baccalauréat en 1973, elle obtient sa licence en lettres modernes, sa maîtrise ce qui lui permet de passer finalement un doctorat en linguistique générale à l'université Paris-Sorbonne en 1981.  
Au début des années 1980, elle enseigne à l'université d'Antananarivo avant de s'installer à la Réunion et de poursuivre sa carrière à l'université de La Réunion. À partir de 2001, elle enseigne la linguistique et la littérature françaises à l’Université de la Réunion tout en étant la responsable des études malgaches de cette université, où elle a entrepris des recherches linguistiques, en se spécialisant dans la morphologie,. 
En novembre 2013, elle présente notamment la communication Vers une retraduction des normes de dérivation en langue malgache lors du colloque international Traduction-Trahison. Aujourd’hui retraitée Hajasoa Vololona Picard poursuit ses recherches en linguistique, dans les domaines de la lexicologie et du plurilinguisme.

## Engagements politiques
Fille de militants indépendantistes malgaches de la fin des années 1950, elle s'engage en politique, à son arrivée à la Réunion, comme secrétaire du Parti socialiste. Elle a été adjointe à la mairie de Saint-Denis de la Réunion, sous le mandat de Gilbert Annette.

## Carrière littéraire
Son recueil de poèmes, De Jaspe et de sang, a été publié en 1998. L'ouvrage exprime les difficultés qu'elle a rencontrées en tant que femme,victime de discriminations, tout en révélant son attachement à son pays natal, Madagascar. Dans Le Soir, Pierre Maury commente l'inspiration que lui a donnée son pays natal : ses paysages, ses rites et en particulier la célébration des morts par les vivants lors du retournement annuel des ossements. Sa "Vieille chanson d'Imerina", basée sur la forme de vers traditionnelle malgache hain-teny, est un exemple de la manière dont la langue espagnole a également exercé une influence sur sa poésie.